# أنطونيو فيغا كورونا
أنطونيو فيغا كورونا هو سياسي مكسيكي، ولد في 30 يونيو 1965 في ولاية غواناخواتو في المكسيك. نشط حزبياً في حزب العمل الوطني. وقد انتخب عضو مجلس النواب المكسيك ‏.